# Спостерігач (шаблон проєктування)
Спостерігач, Observer — поведінковий шаблон проєктування. Також відомий як «підлеглі» (Dependents), «видавець-передплатник» (Publisher-Subscriber).

## Призначення
Визначає залежність типу «один до багатьох» між об'єктами таким чином, що при зміні стану одного об'єкта всіх залежних від нього сповіщають про цю подію.

## Переваги
- Він підтримує принцип вільного зв'язку між об'єктами, які взаємодіють один з одним
- Дозволяє ефективно передавати дані іншим об'єктам, без будь-яких змін у класах Subject або Observer
- Спостерігачі можуть бути додані / видалені в будь-який момент часу

## Недоліки
- Інтерфейс Observer повинен бути впроваджений ConcreteObserver, який передбачає успадкування. Композиції для композиції немає, оскільки інтерфейс Observer може бути екземплятором.
- Якщо це неправильно реалізовано, спостерігач може додати складність і призвести до ненавмисних проблем із продуктивністю.
- У програмному застосуванні повідомлення іноді можуть бути невибагливими і призвести до умов перегонів або непослідовності.

## Устрій
При реалізації шаблону «спостерігач» зазвичай використовуються такі класи:
- Subject — інтерфейс, що визначає методи для додавання, видалення та оповіщення спостерігачів.
- Observer — інтерфейс, за допомогою якого спостережуваний об'єкт оповіщає спостерігачів.
- ConcreteSubject — конкретний клас, який реалізує інтерфейс Subject.
- ConcreteObserver — конкретний клас, який реалізує інтерфейс Observer.

При зміні спостережуваного об'єкту, оповіщення спостерігачів може бути реалізоване за такими сценаріями:
- Спостережуваний об'єкт надсилає, кожному із зареєстрованих спостерігачів, всю потенційно релевантну інформацію (примусове розповсюдження).
- Спостережуваний об'єкт надсилає, кожному із зареєстрованих спостерігачів, лише повідомлення про те що інформація була змінена, а кожен із спостерігачів, за необхідності, самостійно здійснює запит необхідної інформації у спостережуваного об'єкта (розповсюдження за запитом).

## Область застосування
Шаблон «спостерігач» застосовується в тих випадках, коли система володіє такими властивостями:
- існує, як мінімум, один об'єкт, що розсилає повідомлення
- є не менше одного одержувача повідомлень, причому їхня кількість і склад можуть змінюватися під час роботи програми.

Цей шаблон часто застосовують в ситуаціях, в яких відправника повідомлень не цікавить, що роблять одержувачі з наданою їм інформацією.

## Простими словами
Об'єкт володіє важливими даними і на нього підписані спостерігачі. Кожен спостерігач має можливість обновити ці дані а інші спостерігачі повинні отримати про це сповіщення і обновитись в слід якщо це необхідно.
Спостерігач не повинен запитувати об'єкт з певною періодичністю, він завжди знає що його дані актуальні.

## Зв'язок із іншими патернами
- Посередник створює двосторонній зв'язок, часто незмінний. Забирає залежності між компонентами системи. Компоненти стають залежними від посередника. Спостерігач створює односторонній зв'язок, який може мінятись під час виконання програми. Таким чином одні об'єкти залежать від інших.

## Реалізації
Шаблон Спостерігач реалізований в численних бібліотеках і системах, включаючи майже всі інструментарії графічних інтерфейсів користувача.
Деякі з найпомітніших реалізацій шаблону перелічені нижче:

### ActionScript
- flash.events, пакет у ActionScript 3.0 (який наслідував пакет mx.events у ActionScript 2.0).

### BASIC
- Using the Observer Pattern, обговорення і реалізація в REALbasic

### C
- GObject, у GLib — реалізація об'єктів і сигналів/зворотних викликів (Callback) в C. (Ця бібліотека часто включена в інші мови програмування)

### C++
- libsigc++ — бібліотека сигнальних шаблонів
- sigslot [Архівовано 14 березня 2010 у Wayback Machine.] — C++ Signal/Slot Library
- Cpp::Events [Архівовано 24 липня 2010 у Wayback Machine.] — Template-based C++ implementation that introduces separation of connection management interface of the event object from the invocation interface.
- XLObject [Архівовано 8 серпня 2010 у Wayback Machine.] — Template-based C++ signal/slot model patterned after Qt.
- Signals [Архівовано 9 липня 2010 у Wayback Machine.] — A lightweight and non-intrusive C++ signal/slot model implementation.
- libevent [Архівовано 23 травня 2010 у Wayback Machine.] — Multi-threaded Crossplatform Signal/Slot C++ Library
- Boost.Signals, an extension of the C++ STL providing a signal/slot model
- The Qt C++ framework's signal/slot model

### C#
- Exploring the Observer Design Pattern [Архівовано 7 березня 2010 у Wayback Machine.] — the C# and Visual Basic .NET implementation, using delegates and the Event pattern
- .NET Remoting, Applying the Observer Pattern in .NET Remoting (using C#)

### Delphi
- Delphi Observer Pattern, a Delphi implementation

### Java
- The Java Swing library makes extensive use of the observer pattern for event management
- PerfectJPattern Open Source Project [Архівовано 29 липня 2010 у Wayback Machine.], Provides a context-free and type-safe implementation of the Observer Pattern in Java.

### JavaScript
- EventDispatcher singleton, a JavaScript core API based Signals and slots implementation — an observer concept different from Publish/subscribe — pretty lightweighted but still type-safety enforcing.

### Lisp
- Cells [Архівовано 17 липня 2011 у Wayback Machine.], a dataflow extension to Common Lisp that uses meta-programming to hide some of the details of Observer pattern implementation.

### PHP
- Event_Dispatcher [Архівовано 28 березня 2010 у Wayback Machine.], a PHP implementation
- SPL [Архівовано 12 квітня 2011 у Wayback Machine.], the Standard PHP Library

### Python
- Py-notify, a Python implementation
- Observer Pattern using Weak References [Архівовано 16 травня 2010 у Wayback Machine.] implementation by Michael Kent
- PyPubSub [Архівовано 16 травня 2010 у Wayback Machine.] an in-application Pub/Sub library for Observer behavior
- NotificationFramework [Архівовано 6 липня 2010 у Wayback Machine.] classes directly implementing Observer patterns

### Ruby
- Observer [Архівовано 29 квітня 2010 у Wayback Machine.], from the Ruby Standard Library. Also see Russ Olsen's coverage of this pattern in Ruby in Design Patterns in Ruby [Архівовано 11 липня 2010 у Wayback Machine.]

### Інше
- CSP [Архівовано 13 червня 2010 у Wayback Machine.] — Observer Pattern using CSP-like Rendezvous (each actor is a process, communication is via rendezvous).
- YUI Event utility implements custom events through the observer pattern
- Publish/Subscribe with LabVIEW, Implementation example of Observer or Publish/Subscribe using G.